# Thonne-les-Près
Thonne-les-Près ist eine französische Gemeinde mit 125 Einwohnern (Stand 1. Januar 2022) im Département Meuse in der Region Grand Est (bis 2015 Lothringen). Sie gehört zum Arrondissement Verdun und zum Kommunalverband Pays de Montmédy.

## Geografie
Die Gemeinde Thonne-les-Près liegt auf ca. 200 m Meereshöhe, unmittelbar nordwestlich der Kleinstadt Montmédy im Nordwesten Lothringens und unweit der belgischen Grenze. Das 5,42 km² umfassende Gemeindegebiet erstreckt sich am Rande eines Hochplateaus im Vorland der Ardennen an der Mündung der Thonne in den Maas-Nebenfluss Chiers. Die Nordwesthälfte des Gemeindeareals wird durch ein Waldgebiet bestimmt, das bis an die Grenze des Départements Ardennes heranreicht. Prägend für das Ortsbild ist ein etwa 1000 m langer, hoher Bahndamm inklusive Viadukt, der das Dorf in zwei Hälften teilt. Der Dorfkern mit Kirche und Mairie befindet sich im Nordteil. Nachbargemeinden von Thonne-les-Près sind Thonnelle im Norden, Montmédy im Osten, Vigneul-sous-Montmédy im Südwesten sowie Chauvency-le-Château im Westen.

## Geschichte
Nach dem Historiker Jean-François Jeantin ist die Existenz des Dorfes Thonne-les-Près vor dem 13. Jahrhundert nicht belegbar.
Das Dorf hatte in seiner Geschichte unter zahlreichen militärischen Konflikten zu leiden, die von der Belagerung durch französische Truppen im Jahre 1657, die die Zugehörigkeit zu Luxemburg beendeten, bis hin zum Zweiten Weltkrieg reichten. Die Gemeinde war von 1364 bis 1657 Teil der Grafschaft Chiny.
Der Festungsbaumeister Vauban errichtete eine Zitadelle im benachbarten Montmédy, das nach dem Pyrenäenfrieden im Jahr 1659 zu Frankreich kam.
Im Jahr 1915 legten deutsche Truppen einen Flugplatz zwischen Thonne-les-Près und dem Ufer der Chiers an. Die Schule, das Pfarrhaus sowie zahlreiche weitere Gebäude entstanden in der Zeit der Dritten Republik.
Die Kirche Saint-Georges brannte während des Deutsch-Französischen Krieges aus. Der Wiederaufbau erfolgte unter Federführung des Barons de Benoist, des letzten Burgherrn des Château de Thonne-les-Près.
Das Dorf wurde auch während des Zweiten Weltkrieges besetzt. In beiden Weltkriegen wurde die Burg in Thonne-les-Près, die der Familie Benoist bis Mitte der 1960er Jahre gehörte, besetzt und oft geplündert. Die Gemeinde war bis 1364 Teil der Grafschaft Chiny, danach gehörte sie bis 1657 zum Herzogtum Luxemburg.

### Bevölkerungsentwicklung
| Jahr      | 1962 | 1968 | 1975 | 1982 | 1990 | 1999 | 2006 | 2012 | 2022 |
| --------- | ---- | ---- | ---- | ---- | ---- | ---- | ---- | ---- | ---- |
| Einwohner | 181  | 149  | 139  | 153  | 155  | 164  | 144  | 147  | 125  |

Im Jahr 1861 wurde mit 470 Bewohnern die bisher höchste Einwohnerzahl ermittelt. Die Zahlen basieren auf den Daten von cassini.ehess und INSEE.

## Sehenswürdigkeiten
- Schloss in italienischem Baustil mit einer fünf Hektar großen Parkanlage
- dreischiffige Pfarrkirche St. Georg (Saint-Georges), im Inventar des Kulturerbes verzeichnet[5]

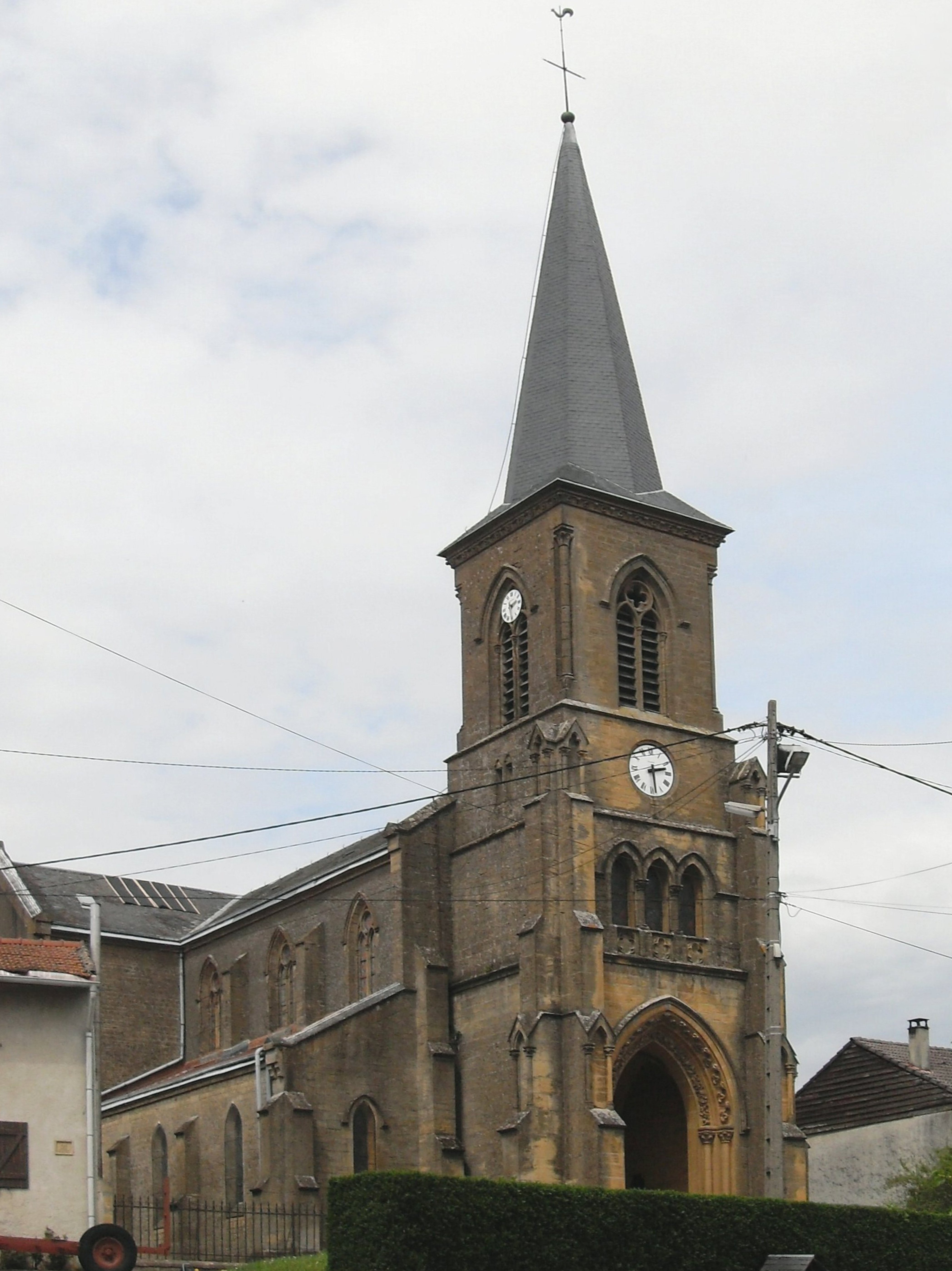
Pfarrkirche St. Georg in Thonne-les-Près
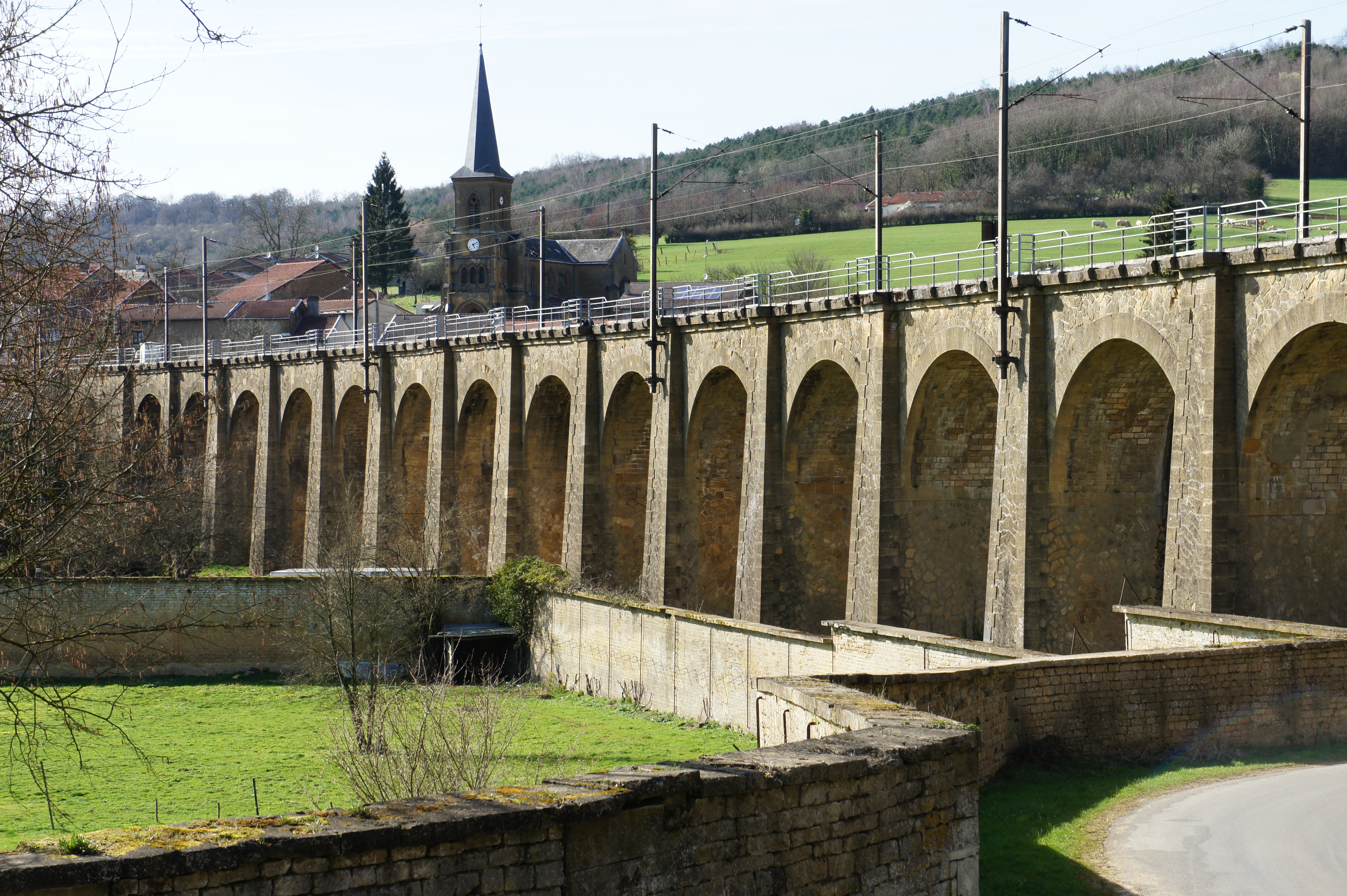
Viadukt
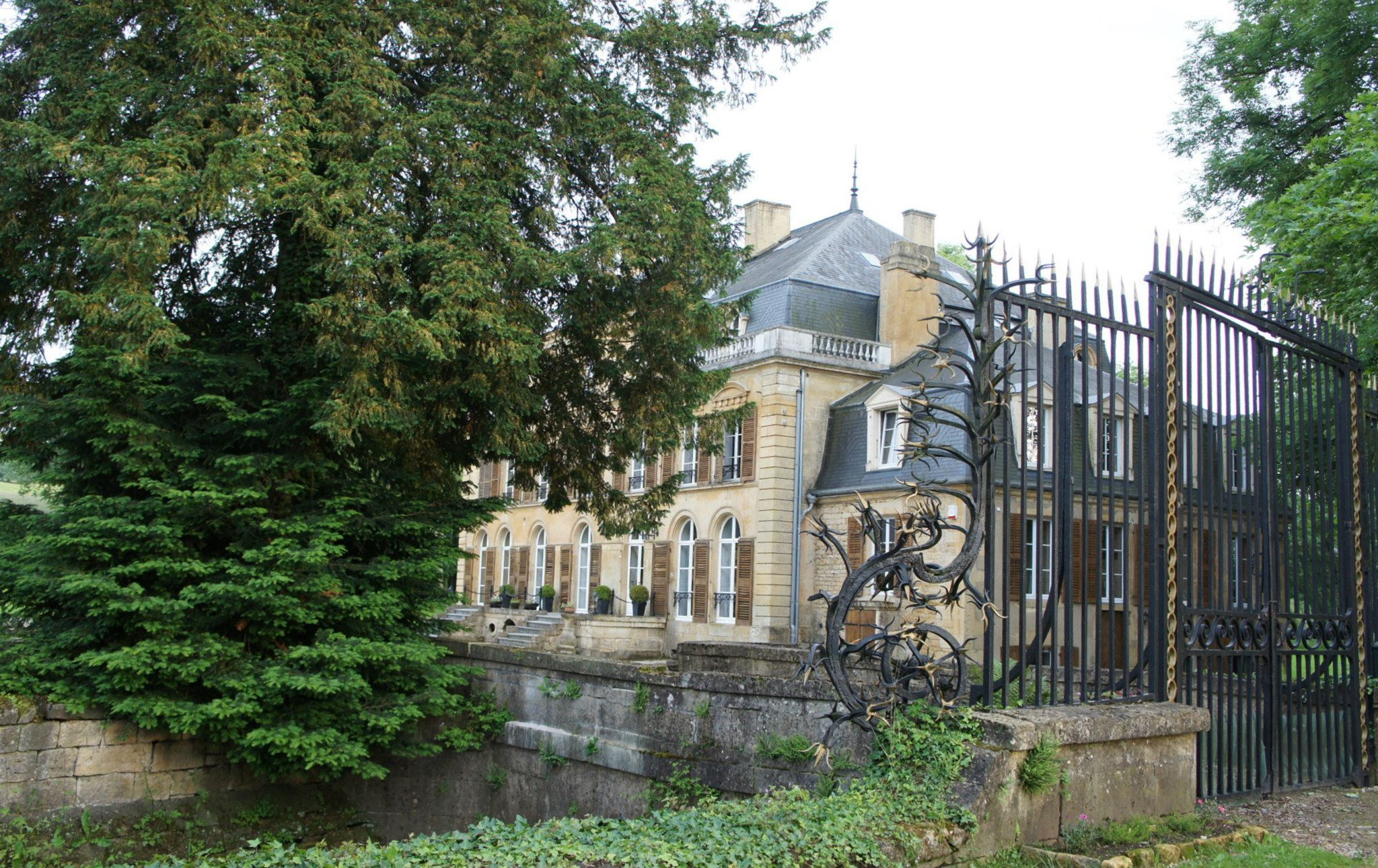
Schloss

## Wirtschaft und Infrastruktur
In der Gemeinde Thonne-les-Près ist traditionell die Landwirtschaft präsent (Getreide- und Futtermittelanbau, Weidewirtschaft, Schweinehaltung, Biolandbau, Landmaschinenservice und -verleih), daneben gibt es zahlreiche kleine Unternehmen des Dienstleistungssektors.
Durch Thonne-les-Près führt die Bahnlinie von Sedan nach Longwy über einen markanten Viadukt. Die Gemeinde besitzt allerdings keinen Haltepunkt; der nächste Bahnhof liegt in der zwei Kilometer entfernten Kleinstadt Montmédy. Im Osten wird Thonne-les-Près von der Europastraße 44 Le Havre–Gießen tangiert, im Süden der Gemeinde verläuft die Fernstraße von Stenay nach Montmédy (D947). Weitere Straßen verbinden das Dorf mit Thonnelle und Vigneul-sous-Montmédy.

## Belege
1. ↑  Geschichte des Dorfes Thonne-les-Près und seiner Mühlen. Abgerufen am 18. September 2012 (französisch).
2. ↑  Geschichte von Montmédy und Umgebung. Abgerufen am 19. September 2012 (französisch).
3. ↑  Thonne-les-Près auf cassini.ehess
4. ↑  Thonne-les-Près auf INSEE
5. ↑  Eglise paroissiale Saint-Georges in der Base Mérimée des französischen Kulturministeriums (französisch)
6. ↑  Landwirtschaftsbetriebe auf annuaire-mairie.fr (französisch)